# 오병남
오병남(吳昞南, 1940년 10월 14일 ~ 2022년 8월 8일)은 영미 미학과 철학을 전공하고 서울대학교 교수, 한국미학회 회장, 대한민국학술원 회원을 역임한 대한민국의 인문학자이다. 

## 생애와 경력
부친 오영, 모친 김창순의 차남으로 1940년 충남 천안에서 태어나 서울 종로구의 삼청초등학교, 경기중학교와 경기고등학교를 다녔다. 1959년 서울대에 입학하여 미학을 전공하였고 1965년 석사학위를 받았으며 1985년 미국 일리노이 대학교 시카고(University of Illinois at Chicago)에서 철학으로 박사과정을 수료하였다. 1970년 서울대학교 문리과대학 전임강사를 시작으로 2006년 정년을 마칠때까지 서울대학교 인문대학 미학과의 교수로 36년간 후학을 가르쳤다. 1968년 한국미학회의 창립을 주도하였으며 1990년부터 10년간 회장을 역임하였다. 2005년 대한민국학술원 회원이 되었다. 저서 《미학강의》로 2003년 열암 학술상을 받았고 2015년에는 서구 미의식과 구별되는 한국적 미의식 개념을 정립한 공로로 제56회 3·1 문학상 학술부분 수상자로 선정되었다. 은사인 김정록 교수가 지어준 정암(鼎巖)을 아호로 사용하였다. 서울대학교 인문대학 뒤쪽에 본인이 15년 넘게 '관학림'으로 부르며 가꿔 왔던 정원과 나무들이 '정암동산'이라는 표석과 함께 남아있다.

## 저작목록

### 저서
- 2003 《미학강의》, 서울대출판부
- 2014 《미술론 강의》, 세창출판사
- 2023 《미학적 수상》, 북코리아

### 공저서
- 1999 《인상주의 연구》, 오병남, 민형원, 김광명 공저. 예전사
- 2007 《미학으로 읽는 미술》, 오병남 외 지음. 월간미술사
- 2011 《예술과 철학》, 오병남 외 지음. 현실사

### 역서
- 1979 《예술작품의 근원》, 하이데거 저. 오병남, 민형원 공역. 경문사
- 1980 《미학입문》, 디키 저. 오병남, 황유경 공역. 서광사
- 1981 《마르크스주의와 예술》, 아르봉 저. 오병남, 이창환 공역. 서광사
- 1982 《현대미학》, 디키 저. 오병남 역. 서광사
- 1983 《화가와 그의 눈》, 그로서 저. 오병남, 신성주 공역. 서광사
- 1983 《현상학과 예술》, 메를롱-퐁티 져. 오병남 역. 서광사
- 1983 《예술철학》, 올드리치 저. 오병남 역. 종로서적출판사
- 1988 《현대미술 그 철학적 의미》, 해리스 저. 오병남, 최현희 공역. 서광사
- 1989 《20세기 예술철학사조》, 바진 저. 오병남, 윤자정 공역. 경문사
- 1990 《미학과 비평철학》, 스톨니츠 저. 오병남 역. 이론과실천사
- 1995 《미술: 그 취미의 역사》, 챔버스 저. 오병남, 이상미 공역. 예전사
- 1996 《고대 예술과 제의》, 해리스 저. 오병남, 김현희 공역. 예전사
- 1996 《현대 미술과 과학적 사고》, 리차드슨 저. 오병남 역. 서광사

### 주요 논문
- 「현대예술과 미학의 전망」, 『미학』 제1집, 1971
- 「예술교육의 문제점에 대한 미학적 접근」, 『미학』 제2집, 1972
- 「현대예술의 성격과 미적경험에 관한 연구」, 『공삼 민병태박사회갑기념논총』, 1973
- 「미의 개념의 퇴조와 그 귀결」,『광제 이의철박사회갑기념논총』, 1973
- 「근대미학의 사상적 배경에 관한 연구」,『장병림교수회갑기념논총』, 1974
- 「B. Croce에 있어서 예술 곧 표현의 의미와 그 미학적 전제에 대한 연구」, 『미학』 제3집, 1975
- 「예술의 개념과 정의의 문제」, 서울대 『인문논총』 제1집, 1976
- 「The conception of art as performance」, 『철학연구』 제12집, 1977
- 「현대미학의 방향과 문제」, 『문학과지성』, 가을호 제9권 제3호, 1978
- 「근대미학의 성립의 배경에 관한 연구」, 『미학』 제5집, 1978
- 「미적 태도론의 성립과 현대미학의 문제」, 『미학』 제6집, 1979
- 「현상학과 미학의 문제」,『현상학연구』 제1집, 1983
- 「현대미학의 경향과 문제: G. Dickie의 예술제도론에 이르기까지」, 『外大』 제18호, 1983 *「미: 그 말과 개념과 이론」, 『철학연구』, 제20집, 1985
- 「미학과 미학교육의 문제점」, 『미학』 제10집, 1985
- 「예술의 두 흐름과 유희(play)의 개념」, 『예술교육과 창조』 제5집, 1986
- 「근대미학의 사상적 기원에 관한 논의」, 『예술과 비평』 제11호, 서울신문사, 1986 「예술교육의 문제점과 미학」, 『예술교육과 창조』 제6집, 1987
- 「"전위예술"에 있어서의 전위의 의미와 문제」, 『현대미술의 동향』, 미진사, 1987
- 「예술가의 자유의 개념과 휴머니즘」, 『휴머니즘연구』, 서울대학교출판부, 1988
- 「M. Merleau-Ponty에 있어서의 예술과 철학: 『눈과 마음』을 중심으로」, 『현상학연구』 제3집, 1988
- 「I. Kant 미학의 재평가」, 『미학』 제14집, 1989
- 「형이상학적 미학에 대한 비판」, 『낭만음악』 제4권 1호, 1991
- 「예술의 본질: 그 정의는 가능한가?」, 『예술문화연구』 제8집, 1991
- 「철학.종교학.미학의 회고와 전망」, 심재룡.윤이흠.오병남 공저, 『인문과학 분야별 회고와 전망』, 서울대 개교 50주년 기념 학술대회, 1996
- 「비평철학으로부터 예술철학으로 : 가치 평가로부터 의미 해석으로」, 『21세기와 분석철학』 철학과 현실사, 2000
- 「인상주의 회화 그 본질과 의의: 미학적 맥락에서 본 인상주의」, 『월간미술』 제12권, 2000 *「미술사와 미술사론과 미학의 관계에 대한 고찰」, 『미학』 제30집, 2001
- 「고유섭의 미학사상에 대한 접근을 위한 하나의 자세」, 『미학』 제42집, 2005
- 「오늘날의 예술과 미학의 문제: 문제점의 진단을 위한 그림 그리기」, 『철학과 현실』 가을호 제70호, 2006
- 「미술과 미학의 관계」, 『월간미술』, No. 262, 2006
- 「칸트 미학 이론에 있어서 숭고의 개념」, 『대한민국 학술원 논문집』 제47집 제1호, 2008 「예술과 진리」, 『철학과 현실』 제86호, 2010
- 「인문학으로서의 미술론 성립의 역사적 배경」, 『미학』 제64집, 2010
- 「예술과 창의성의 개념: 칸트의 『판단력 비판』을 중심으로 」, 『대한민국학술원 논문집』 제 51집, 2012
- 「인문학의 이념과 위상」 『대한민국학술원통신』 제279호, 2016